# І̆
Cette page contient des caractères spéciaux ou non latins. S’ils s’affichent mal (▯, ?, etc.), consultez la page d’aide Unicode.
À ne pas confondre avec la lettre latine i bref ‹ Ĭ, ĭ ›.
Le i décimal bref (majuscule : І̆, minuscule : і̆) est une lettre de l'alphabet cyrillique utilisée en vieux-slave ou dans l’orthographe de Wilhelm Radloff des langues turques au XIXe siècle.

## Représentation informatique
Le i décimal bref peut être représenté avec les caractères Unicode suivants (cyrillique, diacritiques) :
| formes    | représentations | chaînes de caractères | points de code | descriptions                                      |
| --------- | --------------- | --------------------- | -------------- | ------------------------------------------------- |
| capitale  | І̆               | І◌̆                    | U+0406 U+0306  | lettre majuscule cyrillique iou diacritique brève |
| minuscule | і̆               | і◌̆                    | U+0456 U+0306  | lettre minuscule cyrillique iou diacritique brève |